# Indisch-bangladeschischer Grenzvertrag 2015

Lage Bangladeschs und Indiens auf dem Indischen Subkontinent

Der am 7. Mai 2015 ratifizierte indisch-bangladeschische Grenzvertrag regelte den Grenzverlauf zwischen Bangladesch und Indien neu. Kernpunkt des Abkommens war ein großer angelegter Gebietsaustausch zur Lösung der seit Jahrzehnten schwelenden Probleme der indisch-bangladeschischen Enklaven sowie bislang umstrittener Gebiete entlang der gemeinsamen Grenze. Der Gebietsaustausch erfolgte offiziell in der Nacht vom 31. Juli zum 1. August 2015.

## Geschichte der Grenze

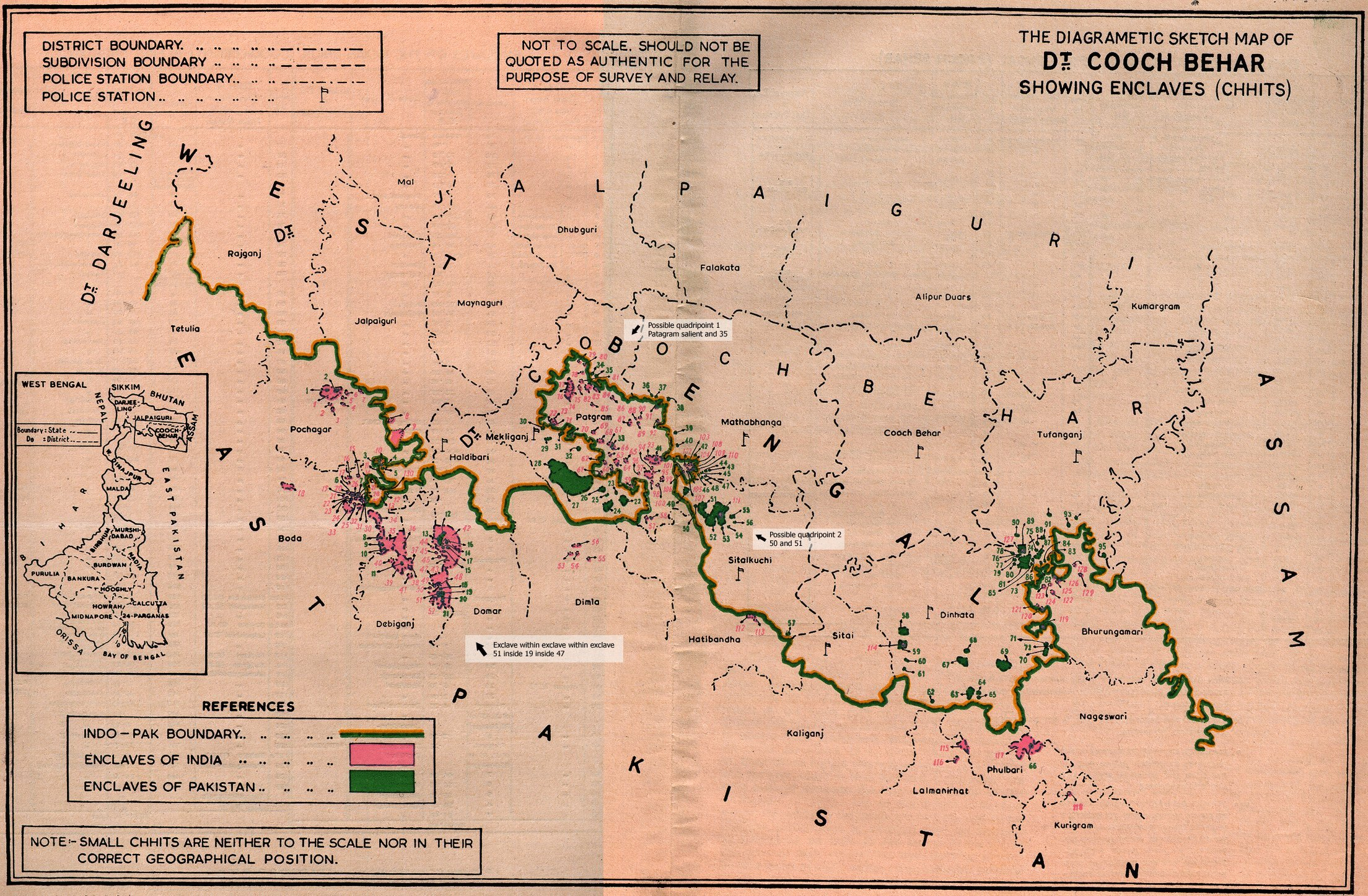
Detailkarte der Grenze im Bereich des Distrikts Koch Bihar

Im Bereich der Grenze lag auch die weltweit einzige Enklave dritter Ordnung: Dahala Khagrabari, ein weniger als 7000 m² großes Feld, das zu Indien gehörte, umgeben von bangladeschischem Territorium, das wiederum von indischem Territorium umgeben war, welches als Enklave in Bangladesch lag.

Die Grenze zwischen Indien und Bangladesch geht auf Grenzen im damaligen Britisch-Indien zurück. Als Britisch-Indien im Jahr 1947 in die Unabhängigkeit entlassen wurde, entstanden als Nachfolgestaaten Indien und Pakistan. Pakistan bestand aus zwei geografisch nicht zusammenhängenden Teilen, Ost-Pakistan (ab 1971 unabhängig unter dem Namen Bangladesch) und West-Pakistan. 
Die Grenze zwischen Indien und Pakistan wurde durch eine Kommission unter Vorsitz des britischen Kolonialbeamten Cyril Radcliffe festgelegt. Radcliffe, der den indischen Subkontinent selbst nie betreten hat, hatte mit seiner Kommission nur wenig Zeit zur Verfügung, um die viele Tausend Kilometer lange Grenze festzulegen.
Die zahlreichen indischen Fürstenstaaten wurden entweder Indien oder Pakistan angeschlossen. Der Fürstenstaat Cooch Behar im Norden des heutigen indischen Bundesstaats Westbengalen wurde 1948 Teil Indiens, während der südlich davon gelegene Teil der ehemaligen britischen Präsidentschaft Bengalen Teil Ost-Pakistans wurde. Damit wurde die Grenze von Cooch Behar zu Bengalen zur internationalen Grenze zwischen Indien und Ost-Pakistan bzw. Bangladesch. Diese Grenze ging wiederum auf Grenzverträge zwischen Cooch Behar und dem Mogulreich aus den Jahren 1711 und 1713 zurück. 
Warum der Grenzverlauf damals nicht geradlinig, sondern so extrem komplex und unübersichtlich gestaltet wurde, ist unklar. Hierzu existieren verschiedene Legenden, deren Wahrheitsgehalt unklar ist. So soll beispielsweise ein Beamter beim Zeichnen des Grenzverlaufs auf der Karte versehentlich einige Tintenspritzer verursacht haben, die dann später bei genauer Ausarbeitung der Karte in einen tatsächlichen Grenzverlauf umgesetzt wurden. Eine andere Überlieferung besagt, dass der Raja von Cooch Behar und der Nawab des benachbarten Rangpur beide das Schachspiel liebten, wobei sie jeweils kleine Ländereien als Spieleinsatz verwendeten, die sie jeweils im unregelmäßigen Wechsel gewannen. Im Ergebnis resultierte ein extrem komplexer Grenzverlauf mit zahlreichen Enklaven erster, zweiter und sogar dritter Ordnung. Die Grenze wurde als „absurd“ und als „seltsamste Grenze der Welt“ bezeichnet.
Zur Zeit Britisch-Indiens bildete der komplexe Grenzverlauf kein größeres Problem, da es sich im Wesentlichen um eine Verwaltungsgrenze und keine internationale Grenze handelte. Die Bewohner der zahlreichen Enklaven waren in ihrer Bewegungsfreiheit nicht eingeschränkt. Dies änderte sich nach der Unabhängigkeit, als die Grenze zu einer Außengrenze wurde. In den ersten Jahren nach der Unabhängigkeit blieb die neue Grenze für die Bewohner der Enklaven noch ohne größere praktische Konsequenzen, da noch keine Grenzkontrollen existierten. 
Im Jahr 1952 kam es zur Einführung des Pass- und Visazwangs zwischen Indien und Pakistan. Dies führte dazu, dass die Bewohner der Enklaven sich nicht mehr aus diesen heraus bewegen konnten und von ihrem Mutterland abgeschnitten wurden. Letztlich lebten die Bewohner der Enklaven wie auf Inseln, die von feindlichem Umland umgeben und Angriffen aus dem Umland zum Teil schutzlos ausgeliefert waren. Die Enklaven entwickelten sich zu weitgehend rechtsfreien Räumen, in denen Schmuggel und Kriminalität grassierten. Ihre Bewohner wurden vom jeweiligen Mutterland weitgehend vergessen.
Zusätzlich zu den Enklaven gab es weitere Grenzstreitigkeiten zwischen Indien und Bangladesch/Ostpakistan durch die sogenannten adverse possessions. Dabei handelte es sich um Dörfer im Grenzbereich, die nach der Teilung Britisch-Indiens nicht der offiziellen Grenzziehung folgen wollten, sondern sich dem jeweiligen Nachbarstaat anschlossen. Etwa 1416 ha solcher adverse possessions hielt Bangladesch in Besitz und etwa 1224 ha Indien. 
Wiederholt kam es zu Grenzgefechten entlang der umstrittenen Grenzabschnitte mit zahlreichen Toten.

## Der Grenzzaun

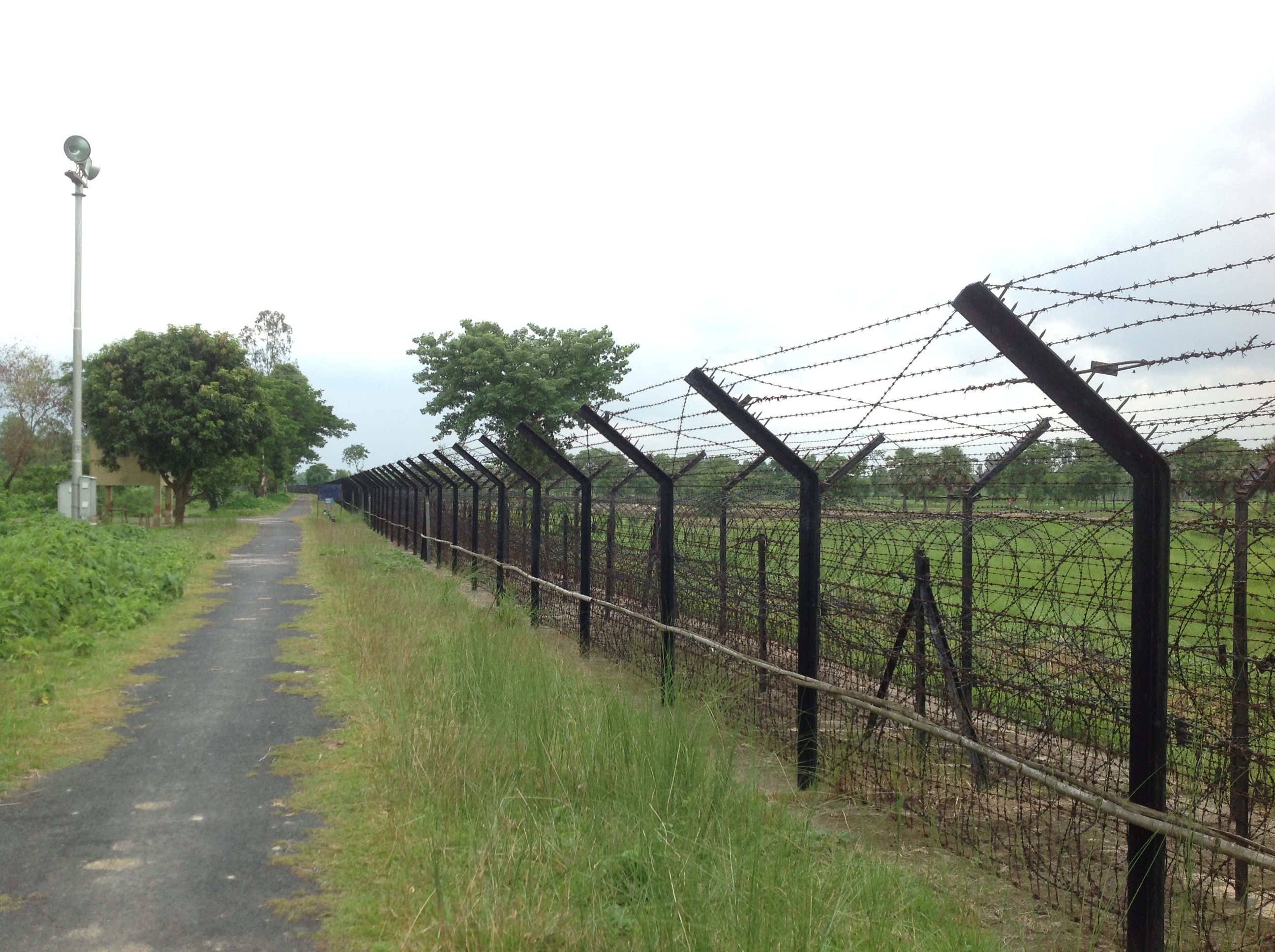
Der Grenzzaun im Distrikt Dakshin Dinajpur

Aus indischer Perspektive wurde vor allem die illegale Einwanderung aus Bangladesch zu einem großen Problem. Über die schlecht zu kontrollierende Grenze sind nach Schätzungen zwischen 1950 und 2001 zwischen 12 und 17 Millionen Bangladescher nach Indien illegal eingewandert. Dies hat insbesondere im indischen Bundesstaat Assam in den 1980er und 1990er Jahren zu Überfremdungsängsten durch die muslimischen Einwanderer, zu bürgerkriegsähnlichen Zuständen und zu Zehntausenden Toten durch ethnisch motivierte Gewalttätigkeiten geführt. Die Problematik schwelt bis heute weiter. Ein weiteres Problem für Indien war der Umstand, dass separatistische und terroristische Organisationen in Bangladesch Unterschlupf fanden und von dort aus über die grüne Grenze nach Indien eindrangen.
In den 1980er Jahren beschloss die indische Regierung unter Premierminister Rajiv Gandhi, die Grenze zu Bangladesch mit einem Grenzzaun abzudichten. Die Konstruktion des Grenzzaums war in verschiedenen Phasen vorgesehen und mit der Errichtung wurde ab 1989 begonnen. Ursprünglich sollten nur Teilabschnitte der Grenze mit einem Zaun versehen werden. In der ersten Phase, die bis zum Jahr 2000 weitgehend abgeschlossen war, wurden 857 km Grenzzaun errichtet. Danach wurde beschlossen, in einer zweiten Phase die komplette Landgrenze, d. h. weitere 2579 km mit einem Grenzzaun zu versehen. Die Komplettierung war ursprünglich für 2012 vorgesehen, hat sich bis heute aber immer weiter verzögert. Bedingt durch ungünstige Witterungsbedingungen mussten erhebliche Teile des Zauns bereits mehrfach erneuert werden. Die endgültige Fertigstellung sollte nach Ankündigungen des indischen Innenministeriums bis zum Mai 2016 erfolgen.
Nach den letzten Planungen sollen dann insgesamt 3286,87 Kilometer der gemeinsamen Grenze mit einem Stacheldraht-bewehrten Grenzzaun versehen sein, wobei 2840 km Grenze auch mit Flutlichtanlagen ausgestattet werden sollen. In den verbleibenden Grenzabschnitten ist eine Konstruktion eines Zauns nicht möglich, da die Grenze im Bereich der Gangesdeltas verläuft, wo sich die Flussläufe häufig ändern. Die Grenze wird von den Indian Border Security Forces (BSF, indische Grenzschutztruppen) bewacht. Der Grenzzaun hat Vergleiche mit dem der Grenze zwischen den Vereinigten Staaten und Mexiko, der Sperranlage um den Gazastreifen und um das Westjordanland und der Berliner Mauer provoziert. 
Entlang der Grenze kommt es regelmäßig zu tödlichen Zwischenfällen, die in der Regel durch Schusswaffengebrauch der indischen Grenzsicherheitskräfte verursacht sind. Zwischen 2000 und 2007 starben mehr als 700 Bangladescher und eine unbekannte Zahl von Indern entlang der Grenze. Zwischen August 2008 und Juni 2010 sollen es nach Angaben von Menschenrechtsorganisationen weitere 315 Bangladescher und 61 Inder gewesen sein. Der BSF wird dabei ein unverhältnismäßiges gewalttätiges Vorgehen vorgeworfen. Längst nicht immer geht es um illegale Einwanderung. Ein Hauptstreitpunkt ist der Schmuggel von Rindern. Im ganz überwiegend hinduistischen und vegetarischen Indien sind Kühe weitgehend unantastbar, während im überwiegend muslimischen Bangladesch ein großer Bedarf nach Rindfleisch besteht.
Aus indischer Sicht erfüllt der Grenzzaun zumindest zum Teil seinen Zweck. Die Zahl der wegen des Verdachts auf illegale Einwanderung vom indischen Grenzschutz (BSF) festgenommenen Bangladescher reduzierte sich um die Hälfte von mehr als 10.000 im Jahr 2005 auf etwa 4.900 im Jahr 2009.

## Versuche zur Lösung des Grenzkonflikts
Schon unter Premierminister Jawaharlal Nehru und seinem pakistanischen Gegenspieler Malik Feroz Khan Noon wurde 1958 ein Versuch unternommen, zu einer praktikablen Grenzregelung zu kommen, der letztlich aber am gegenseitigen Misstrauen scheiterte.
Nachdem Ostpakistan mit indischer Unterstützung 1971 unter dem Namen Bangladesch die Unabhängigkeit erlangte, schien eine Grenzregelung in greifbarer Nähe. Unter der Regierung Indira Gandhis wurde am 16. Mai 1974 ein Grenzvertrag mit der Regierung Bangladeschs unter Mujibur Rahman unterzeichnet, der einen Gebietsaustausch vorsah, mit dem die Enklaven beseitigt werden sollten. 70 km² indische Enklaven sollten zu Bangladesch kommen und 28 km² bangladeschische Enklaven zu Indien. Der Gebietstausch hätte einen Verlust von 40 km² für Indien mit sich gebracht.
Das Abkommen wurde am 27. November 1974 vom bangladeschischen Parlament angenommen. Aufgrund des sehr geringen Landverlustes opponierten in Indien die Hindu-Nationalisten gegen das Abkommen und riefen das Indische Oberste Gericht an. Dieses entschied, dass für die Grenzänderung eine Verfassungsänderung notwendig sei. Die Beziehungen zwischen Indien und Bangladesch verschlechterten sich dann nach der Ermordung von Mujibur Rahman 1975, der darauf folgenden Errichtung einer Militärdiktatur und später der Proklamation einer islamischen Republik in Bangladesch. Das Abkommen wurde danach nicht mehr vom indischen Parlament ratifiziert und trat damit nicht in Kraft.
Nach dem Wahlsieg der Awami-Liga bei der Parlamentswahl in Bangladesch 2008 bahnte sich eine allmähliche Verbesserung der Beziehungen beider Staaten an. Im Januar 2010 besuchte die Premierministerin von Bangladesch, Sheikh Hasina, Indien und im September 2011 erwiderte der indische Premierminister Manmohan Singh diesen Besuch in Bangladesch. Am 6. September 2011 wurde dabei ein gemeinsames Protokoll unterzeichnet, das eine Grenzregulierung vorsah. Am 18. Dezember 2013 wurde ein Gesetzesentwurf zur Änderung der Verfassung (119. Verfassungszusatz) durch den damaligen Außenminister Salman Khurshid in die Rajya Sabha, das „Staatenhaus“ des indischen Parlaments, eingebracht. Der Entwurf sah die Grenzregelung mit Bangladesch, im Wesentlichen wie schon 1974 ausgehandelt, vor. Im Unterschied zum Abkommen von 1974 sah er jedoch bei den adverse possessions die Beibehaltung des status quo vor, um zu vermeiden, dass die dort lebenden Menschen eventuell umgesiedelt werden müssten. Während der wechselseitigen Besuche wurden zahlreiche Abkommen unterzeichnet, unter anderem über die Nutzung des Ganges-Wassers, zum kulturellen Austausch, Handelsabkommen und Abkommen zur Verbindung der beiderseitigen Elektrizitätsnetze.
Der 119. Verfassungszusatz wurde von der Rajya Sabha am 6. Mai 2015 und von der Lok Sabha, der ersten Kammer des Parlaments am 7. Mai 2015 angenommen.

## Der Grenzvertrag 2015
| Indischer Bundesstaat | Grenze zu Bangladesch (km) |
| --------------------- | -------------------------- |
| Westbengalen          | 2216,70                    |
| Assam                 | 263,00                     |
| Meghalaya             | 443,00                     |
| Tripura               | 856,00                     |
| Mizoram               | 318,00                     |
| Gesamt                | 4096,70                    |

Die Landgrenze zwischen Indien und Bangladesch, d. h. die Außengrenze von Bangladesch, umfasste vor dem Grenzvertrag 4.096,7 Kilometer (zum Vergleich: die Landgrenze des flächenmäßig im Vergleich zu Bangladesch mehr als doppelt so großen Deutschland umfasst 3.786 Kilometer). Damit war die Grenze Indiens zu Bangladesch deutlich länger als die sich über wesentlich größere geografische Räume erstreckenden Grenzen Indiens zur Volksrepublik China (insgesamt 3.488 km) und zu Pakistan (3.323 km, nach indischer Lesart, d. h. einschließlich ganz Jammu und Kashmirs). Bangladesch grenzt an 5 verschiedene indische Bundesstaaten. Mehr als zwei Drittel der Länge machte dabei die Grenze zum Bundesstaat Westbengalen aus.
Vor dem Grenzvertrag gab es insgesamt 111 indische Enklaven mit einer Gesamtfläche von 69,45 km² (17.160,63 acres) und etwa 38.000 Einwohnern in Bangladesch und 51 bangladeschische Enklaven mit einer Gesamtfläche von 28,77 km² (7.110,02 acres) und etwa 14.000 Einwohnern in Indien. Alle in Indien liegenden Enklaven lagen im Distrikt Koch Bihar, die in Bangladesch liegenden Enklaven verteilten sich auf die vier Distrikte Panchagarh, Lalmonirhat, Kurigram  und Nilphamari.
Der Grenzvertrag sah den vollständigen Austausch aller Enklaven vor. Nach dem Abkommen erhielten die Bewohner der Enklaven das Recht, auf ihrem Land wohnen zu bleiben und die Staatsangehörigkeit des jeweils anderen Landes anzunehmen. Eine gemeinsame indisch-bangladeschische Delegation, die im Mai 2007 die Enklaven besuchte, stellte fest, dass der Großteil der dortigen Bewohner diese Möglichkeit nutzen und an ihrem alten Wohnort mit neuer Staatsangehörigkeit wohnen bleiben möchte.
Hinsichtlich der adverse possessions verzichtete Indien auf 9,17 km² (2267,682 acres) und Bangladesch auf 11,23 km² (2777,038 acres). Die de facto bestehenden Besitzverhältnisse wurden damit anerkannt.
Der Gebietsaustausch wurde am 31. Juli 2015 rechtsgültig.

Enklaven, die nach dem Grenzvertrag ausgetauscht wurden (grobe Übersichtskarte, viele kleine Enklaven sind nicht eingezeichnet)

Lage der adverse possessions

| Territorien                                              | Fläche (km²) | indischer Bundesstaat | bangla- deschische Division | neue Zugehörigkeit |
| -------------------------------------------------------- | ------------ | --------------------- | --------------------------- | ------------------ |
| Berubari und Singhpara-Khudipara (Panchagarh-Jalpaiguri) | 5,56         | Westbengalen          | Rangpur                     | Indien             |
| Pakuria (Distrikte Kushtia-Nadia)                        | 2,33         | Westbengalen          | Khulna                      | Indien             |
| Char Mahishkundi                                         | 1,59         | Westbengalen          | Khulna                      | Indien             |
| Haripal/LNpur (Patari)                                   | 0,22         | Westbengalen          | Rajshahi                    | Indien             |
| Bousmari-Madhugari (Distrikte Kushtia-Nadia)             | 5,50         | Westbengalen          | Khulna                      | Bangladesch        |
| Andharkota                                               | 1,37         | Westbengalen          | Khulna                      | Bangladesch        |
| Berubari (Panchagarh-Jalpaiguri)                         | 1,05         | Westbengalen          | Rangpur                     | Bangladesch        |
| Pyrdiwah                                                 | 0,78         | Meghalaya             | Sylhet                      | Indien             |
| Lyngkhat I                                               | 0,02         | Meghalaya             | Sylhet                      | Indien             |
| Lyngkhat II                                              | 0,003        | Meghalaya             | Sylhet                      | Indien             |
| Lyngkhat III                                             | 0,03         | Meghalaya             | Sylhet                      | Indien             |
| Dawki / Tamabil                                          | 0,006        | Meghalaya             | Sylhet                      | Indien             |
| Naljuri I                                                | 0,02         | Meghalaya             | Sylhet                      | Indien             |
| Naljuri III                                              | 0,11         | Meghalaya             | Sylhet                      | Indien             |
| Lobachera-Nuncherra                                      | 0,17         | Meghalaya             | Sylhet                      | Bangladesch        |
| Chandannagar (Distrikt Moulvibazar)                      | 0,56         | Tripura               | Sylhet                      | Indien             |
| Thakurani Bari-Kalabari (Boroibari) (Kurigram-Dhubri)    | 0,78         | Assam                 | Sylhet                      | Bangladesch        |
| Pallathal (Distrikte Moulvibazar-Karimganj)              | 0,30         | Assam                 | Sylhet                      | Bangladesch        |
| Gesamt                                                   | 20,41        | –                     | –                           | –                  |

## Perspektiven
Die interessanteste und am weitesten reichende Perspektive des Grenzvertrages ist neben der Lösung des lange schwelenden humanitären Problems der Enklaven die Aussicht, dass die beiden Nachbarn Indien und Bangladesch auf eine intensivere Zusammenarbeit hinarbeiten. Beide Staaten haben sehr viele historische und kulturelle Gemeinsamkeiten. Die Teilung Britisch-Indiens 1947 hat eine völlig künstliche Grenze quer durch das bengalische Sprachgebiet gezogen und damit einen Kulturraum gespalten. 
Wirtschaftspolitisch ergibt sich für Indien die Perspektive, dass der unterentwickelte und politisch unruhige Nordosten Indiens, der bisher nur über eine schmale Landenge, den Shiliguri-Korridor (‚Chicken's Neck‘) vom übrigen Indien aus erreicht werden konnte, besser entwickelt werden kann, wenn er Zugang zu den Häfen in Bangladesch, insbesondere Chittagong hat. Auch für die Wirtschaft Bangladeschs bieten wirtschaftliche Verbindungen zu Indien die Aussicht auf große und auch dringend benötigte Wachstumperspektiven.
Für Bangladesch bedeutet das Abkommen auch einen politischen Stabilisierungsfaktor, da es sich Indien als Vorbild einer demokratischen, pluralistischen und säkularen Gesellschaft nehmen kann. Das Land stand 15 Jahre unter der Herrschaft einer Militärdiktatur und war längere Zeit in Gefahr, in eine islamisierte intolerante Gesellschaft nach dem Muster Pakistans abzurutschen. Von diesem Modell bemüht sich Bangladesch jedoch seit einigen Jahren wieder loszukommen. Im Jahr 2010 erklärte der Oberste Gerichtshof von Bangladesch den Säkularismus, d. h. die Religionsneutralität des Staates, zu einem Verfassungsgrundsatz des Landes.